# O.C.B.
O.C.B. – dziesiąty album polskiego rapera i producenta muzycznego O.S.T.R.-a. Ukazał się 27 lutego 2009 r. Dostępna jest też dwupłytowa wersja kolekcjonerska zawierająca dodatkowy nośnik z utworami instrumentalnymi z płyty. Album poprzedził utwór "Po drodze do nieba" wydany 9 stycznia 2009.
Nagrania dotarły do 2. miejsca listy OLiS. W kwietniu 2010 roku wydawnictwo uzyskało nagrodę polskiego przemysłu fonograficznego Fryderyka w kategorii: album roku hip-hop/R&B.  
Płyta jest bardzo osobistą produkcją w porównaniu do poprzednich albumów O.S.T.R.-a, w których porusza sprawy polityczne i życie w Łodzi. Na O.C.B. O.S.T.R. opowiada o swojej rodzinie, a szczególnie o swoim niedawno narodzonym synu Jasiu, któremu poświęcony jest utwór "Synu".
Płyta po niecałym tygodniu od premiery uzyskała  miano złotej płyty (15 000 sprzedanych egzemplarzy). Oprawę graficzną albumu wykonał Grzegorz "Forin" Piwnicki.

## Lista utworów
Opracowano na podstawie materiału źródłowego.
| 1. "Strach" (produkcja: O.S.T.R., scratche: DJ Haem) – 5:11[A] 2. "Zobacz co mówią" (produkcja: O.S.T.R., scratche: The Returners) – 3:01[B] 3. "Miłości nie ma dziś" (produkcja: O.S.T.R., scratche: DJ Haem) – 3:07[C] 4. "Dom" (produkcja: O.S.T.R., scratche: The Returners) – 3:19[D] 5. "Karma" (produkcja: O.S.T.R., scratche: The Returners) – 3:12[E] 6. "Flow Virus" (produkcja: O.S.T.R., gościnnie: Torae, scratche: DJ Haem) – 8:03[F] 7. "Dlaczego mamy dać" (produkcja: O.S.T.R., scratche: DJ Haem) – 3:54[G] 8. "Bez zasięgu" (produkcja, scratche: The Returners) – 3:09 9. "Po drodze do nieba" (produkcja: O.S.T.R., scratche: DJ Haem) – 2:58[H] 10. "Synu" (produkcja: O.S.T.R., scratche: DJ Haem) – 5:52[I] 11. "Nigdy kiedy piszę" (produkcja: O.S.T.R., gościnnie: Kaze, Main Flow) – 2:48 12. "To pozostaje we krwi" (produkcja: O.S.T.R., scratche: DJ Haem) – 3:53[J] 13. "Real Game" (produkcja: O.S.T.R., gościnnie: Evidence, scratche: DJ Haem, The Returners) – 6:04[K] 14. "Sam to nazwij" (produkcja: O.S.T.R.) – 2:40 15. "Nie każdy" (produkcja: O.S.T.R.) – 2:23 16. "O.C.B." (produkcja: O.S.T.R., scratche: DJ Haem) – 2:21[L] 17. "Cultivation" (produkcja: O.S.T.R., beatbox: Zorak, gościnnie: Keith Murray, Kochan) – 4:00[Ł] 18. "Live My Life" (produkcja: O.S.T.R., gościnnie: Beneficence, Cadillac Dale, scratche: DJ Haem) – 4:22[M] 19. "Dla wszystkich co wierzą" (produkcja: O.S.T.R.) – 4:19[N] 20. "Bez outra" (produkcja: O.S.T.R., beatbox: Zorak, gościnnie: Hryta, scratche: DJ Haem) – 5:06[O] |  | Bonus CD 2 1. "Strach" (Instrumental) – 5:10 2. "Zobacz co mówią" (Instrumental) – 3:01 3. "Miłości nie ma dziś" (Instrumental) – 3:06 4. "Dom" (Instrumental) – 3:16 5. "Karma" (Instrumental) – 3:14 6. "Flow Virus" (Instrumental) – 8:05 7. "Dlaczego mamy dać" (Instrumental) – 3:54 8. "Bez zasięgu" (Instrumental) – 3:02 9. "Po drodze do nieba" (Instrumental) – 2:58 10. "Synu" (Instrumental) – 5:49 11. "Nigdy kiedy piszę" (Instrumental) – 2:47 12. "To pozostaje we krwi" (Instrumental) – 3:53 13. "Real Game" (Instrumental) – 6:04 14. "Sam to nazwij" (Instrumental) – 2:40 15. "Nie każdy" (Instrumental) – 2:23 16. "O.C.B." (Instrumental) – 2:20 17. "Cultivation" (Instrumental) – 4:00 18. "Live My Life" (Instrumental) – 4:24 19. "Dla wszystkich co wierzą" (Instrumental) – 4:19 20. "Bez outra" (Instrumental) – 5:12 |

Notatki
- A^ W utworze wykorzystano sample z piosenek "I’m Sorry, I’m Not Driver" i "Pięciobój nowoczesny" w wykonaniu Laboratorium[8].
- B^ W utworze wykorzystano sample z piosenek "Sweet Dream Machine" w wykonaniu The Supremes i "The World Is Yours" Nasa[9].
- C^ W utworze wykorzystano sample z piosenki "Strangers" w wykonaniu Deniece Williams[10].
- D^ W utworze wykorzystano sample z piosenek "Bad Day" zespołu Camel, "Wierze że" WWO i "Nie ma miejsca jak dom" w wykonaniu Piha[11].
- E^ W utworze wykorzystano sample z piosenek "Bring It on Down to Me" w wykonaniu Bobby Franklin’s Insanity, "Rób co chcesz" zespołu Paktofonika, "Jestem" zespołu Hemp Gru, "Czas" zespołu K.A.S.T.A. oraz "Cztery żywioły" grupy Afront[12].
- F^ W utworze wykorzystano sample z piosenki "Choreographic Sketches" w wykonaniu Jerzego Miliana[13].
- G^ W utworze wykorzystano sample z piosenki "Idę dalej" w wykonaniu Haliny Frąckowiak[14].
- H^ W utworze wykorzystano sample z piosenek "Z tobą w górach" w wykonaniu Marianny Wróblewskiej i "Pokusy życia" zespołu Zipera[15].
- I^ W utworze wykorzystano sample z piosenek "Black Cow" Steely Dan i "W oceanie" w wykonaniu Inespe[16].
- J^ W utworze wykorzystano sample z piosenek "Me for You" i "Flowers" w wykonaniu The Emotions oraz "Miejskie bagno" zespołu Molesta Ewenement i "Opowieści z podwórkowej ławki" grupy RHX[17].
- K^ W utworze wykorzystano sample z piosenki "Tryin' Times" w wykonaniu Roberty Flack[18].
- L^ W utworze wykorzystano sample z piosenek "Sun Oh Son" w wykonaniu War, "Muszę przetrwać" zespołu Molesta Ewenement i "Sensacja" zespołu Fenomen[19].
- Ł^ W utworze wykorzystano sample z piosenek "Uszanuj 2" w wykonaniu WWO i "Rap robię" Pezeta i Noona[20].
- M^ W utworze wykorzystano sample z piosenek "Here We Go Again" w wykonaniu The Isley Brothers i "Co jest nauczane" zespołu Molesta Ewenement[21].
- N^ W utworze wykorzystano sample z piosenki "Prawdziwe wartości" w wykonaniu Waco[22].
- O^ W utworze wykorzystano sample z piosenki "Now That I’m Free" w wykonaniu Outlines[23].